# Ananiasz

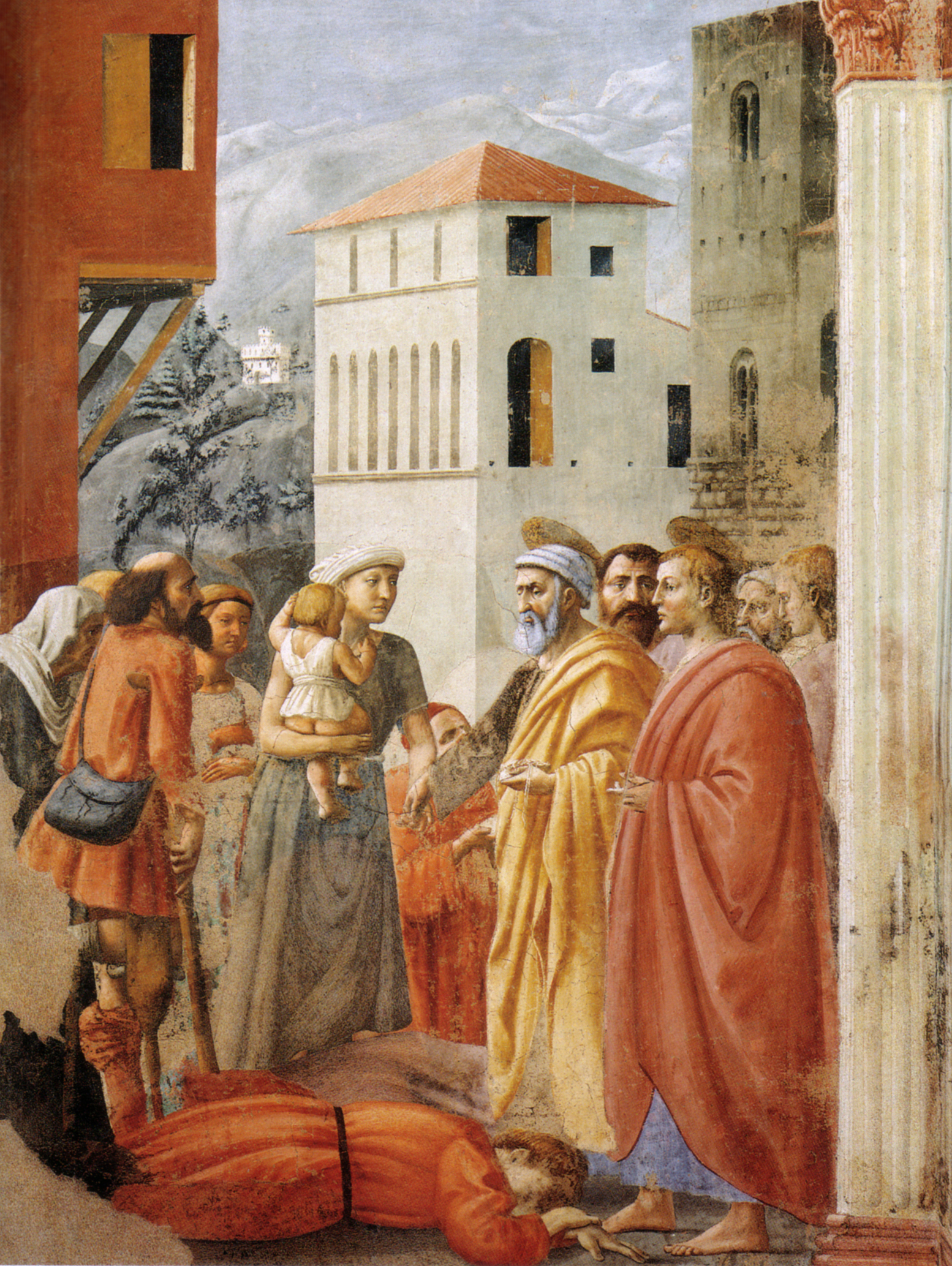
Masaccio, Śmierć Ananiasza (1424-25)

Ananiasz – imię męskie pochodzenia biblijnego. Grecka forma hebrajskiego Hananiah – „Jahwe jest łaskawy”. Jednym z patronów tego imienia jest św. Ananiasz z Damaszku.
Ananiasz imieniny obchodzi 25 stycznia, 1 grudnia i 16 grudnia.
Ananiasz w innych językach: 
- rosyjski – Анания, Ананий[2].
- łaciński – Ananias
- angielski – Annas, Ananias
- francuski – Ananie
- włoski – Anania

## Postaci biblijne o imieniu Ananiasz
- Ananiasz (Ne 3, 23) – dziadek pewnego mężczyzny, który po powrocie z niewoli babilońskiej pomagał przy budowie świątyni
- Ananiasz (Jdt 8, 1) – przodek Judyty w szóstym pokoleniu
- Ananiasz (Jr 28) – fałszywy prorok, przeciwnik Jeremiasza
- Ananiasz (Tb 5, 13–14) – postać, pod którą dał się poznać Anioł Rafał staremu Tobiaszowi jako Azariasz, syn wielkiego Ananiasza
- Ananiasz (Chananiasz) (Dn 1, 6–20; 3, 12–13) – towarzysz Daniela z pokolenia Judy uprowadzony w młodym wieku do Babilonii, gdzie pod zmienionym imieniem jako Szadrak otrzymał staranne wykształcenie, który za odmowę oddania czci boskiej złotemu posągowi (wraz z dwoma towarzyszami) został wrzucony do rozpalonego pieca i cudownie ocalony
- Ananiasz z Damaszku (Dz 9, 10–19; 22, 12–16)
- Ananiasz, syn Nebedeusza (Dz 23, 1–5)
- Ananiasz (Dz 5, 1–11) – mąż Safiry, członek pierwszej gminy chrześcijańskiej w Jerozolimie, którego za kłamstwo spotkała nagła śmierć.

## Znane osoby o imieniu Ananiasz
- Ananiasz z Edessy
- Ananiasz ben Dawid (VIII wiek) – babiloński uczony pochodzenia żydowskiego
- Ananiasz Davisson (1780–1857) – amerykańska kompozytorka
- Ananiasz Harari (1912–2000) – amerykański malarz i ilustrator
- Ananiasz Maidana Palacios (1923–2010) – paragwajski polityk
- Ananiasz Zajączkowski

## Postaci fikcyjne o imieniu Ananiasz
- Ananiasz – jeden z bohaterów cyklu Mikołajek René Goscinnego; w rzeczywistości we francuskim oryginale nosi on imię Agnan, francuski odpowiednik imienia Anian.
- Książę Ananiasz – bohater operetki Victora Herberta pod tym samym tytułem.